# Blakebrook
Blakebrook är en ort i Australien. Den ligger i kommunen Lismore Municipality och delstaten New South Wales, i den sydöstra delen av landet, omkring 600 kilometer norr om delstatshuvudstaden Sydney. Orten hade 151 invånare år 2016.
Närmaste större samhälle är Lismore, nära Blakebrook.
Omgivningarna runt Blakebrook är en mosaik av jordbruksmark och naturlig växtlighet. Runt Blakebrook är det ganska glesbefolkat, med 36 invånare per kvadratkilometer. Genomsnittlig årsnederbörd är 1 776 millimeter. Den regnigaste månaden är januari, med i genomsnitt 298 mm nederbörd, och den torraste är oktober, med 39 mm nederbörd.